# フランシス・オーランド・ウィルコックス
フランシス・オーランド・ウィルコックス（Francis Orlando Wilcox, 1908年4月9日 - 1985年2月20日）は、アメリカ合衆国の官僚。

## 生涯
1908年にアイオワ州コロンバス・ジャンクションにて誕生。アイオワ大学で学び、1930年で学士号を取得、1931年に修士号を取得、1933年に博士号を取得。1935年にジュネーヴ大学で政治学の博士号を取得。1935年から1941年にかけてアイオワ大学、ルイヴィル大学、シカゴ大学、ミシガン大学で政治学の教鞭を執った。
1942年に国務省に入省。1947年から1951年まで連邦上院外交委員会の初代首席事務官。在任中は北大西洋条約機構の創設やマーシャル・プランに関するアメリカの関与について、委員会として監督を行った。1955年、ドワイト・アイゼンハワー大統領はウィルコックスを国務次官補（国際機関担当）に指名。連邦上院の承認を経て1955年7月28日から1961年1月20日まで在任。主に国際連合におけるアメリカの関与について責任を負った。
1961年に政府を離れ、ジョンズ・ホプキンス高等国際問題研究院で学部長に就任。1973年に同名誉教授。1985年に心臓発作により死去。